# HD 122563
Désignations
HD 122563 est une géante rouge extrêmement pauvre en métaux et est l'étoile la plus pauvre brillante dans le ciel connu. Sa faible teneur en éléments lourds a été reconnue pour la première fois par analyse spectroscopique en 1963. Pendant plus de vingt ans, elle a été l'étoile la plus pauvre en métaux connue, étant plus pauvre en métaux que n'importe quel amas globulaire connu, et c'est l'exemple le plus accessible d'une étoile de population II.
En tant qu'étoile la plus pauvre en métaux connue, sa composition a été cruciale pour contraindre les théories de l'évolution chimique galactique. En particulier, les particularités de sa composition ont fourni des repères pour comprendre l'accumulation d'éléments lourds par nucléosynthèse stellaire dans la Voie lactée. Par exemple, il y a un excès d'oxygène ([O/Fe] = +0,6), tandis que les proportions de strontium, d'yttrium, de zirconium, de baryum et des éléments lanthanides suggèrent que le processus s n'a apporté aucune contribution à la matière présente dans l'étoile. Dans le cas d'HD 122563, tous ces éléments sont des produits du processus r. L'implication est que l'étoile s'est formée à un moment et à un endroit où il n'y avait pas eu assez de temps pour qu'une génération précédente d'étoiles ait produit des éléments du processus s, bien qu'il y ait eu de la matière du processus r présente.

## Type spectral
Son type spectral est l'une des caractéristiques qui indiquaient initialement sa particularité. Dans le Bright Star Catalogue, son type spectral est donné comme F8 IV, mais son indice de couleur indique une température de surface beaucoup plus froide qu'une étoile F8 ne devrait l'être. Parce que le type spectral d'une étoile dans le type d'étoile A à K est jugé par les forces relatives des raies d'absorption des métaux par rapport à la série de Balmer, la carence extrême en métal entraîne des raies métalliques faibles et donne un type spectral faussement précoce. Si le type spectral inclus la carence métallique, le résultat est un type assez tardif, G8 :III : Fe-5.